# (6939) Lestone
(6939) Lestone (1952 SW1) – planetoida z pasa głównego asteroid okrążająca Słońce w ciągu 4,17 lat w średniej odległości 2,59 j.a. Odkryta 22 września 1952 roku.